# جينا مكمان
جينا مكمان (بالإنجليزية: Jenna McMahon)‏ هي كاتبة سيناريو وممثلة أمريكية، ولدت في 1925 في كانساس سيتي في الولايات المتحدة، وتوفيت في 2 مارس 2015 في مونتيري في الولايات المتحدة.

## وصلات خارجية
- جينا مكمان على موقع IMDb (الإنجليزية)
- جينا مكمان على موقع أول موفي (الإنجليزية)
- جينا مكمان على موقع قاعدة بيانات الفيلم (الإنجليزية)
- جينا مكمان على موقع كينوبويسك (الروسية)